# Dominique Siassia
Dominique Siassia (* 18. Juli 1979 in Osterburg (Altmark)) ist eine deutsche Schauspielerin und Sängerin.

## Leben
Siassias deutsche Mutter wanderte mit dem Säugling in das Heimatland von Dominiques Vater, die Republik Kongo, aus. Ihre beiden Muttersprachen sind Deutsch und Französisch. Dominique wuchs in den ersten neun Lebensjahren in der kongolesischen Hauptstadt Brazzaville auf. Wegen des Bürgerkrieges floh Dominiques Mutter mit ihrer neunjährigen Tochter aus dem Kongo noch vor dem Mauerfall zurück in die DDR. Von Sachsen-Anhalt aus folgte für Dominique, ihre Mutter und ihren deutschen Großvater die Flucht in die BRD. Ein Jahr später schaffte auch der Vater die Flucht vom Kongo aus nach Deutschland; er zog zu Tochter, Mutter und Großvater.
Dominique besuchte die Grundschule in Duisburg-Bruckhausen. Das Abitur legte sie am naturwissenschaftlichen Franz-Haniel-Gymnasium in Duisburg-Homberg ab.
Aktuell lebt sie in Berlin. 2010 ist Dominique Siassia zum Buddhismus konvertiert.

## Karriere
Zur Schulzeit verdiente sie sich ihr Taschengeld als Model und hatte unter anderem Werbeverträge mit Adidas und Cerruti. Zeitgleich zum Abitur absolvierte sie eine Ausbildung als Tanzlehrerin in den Tanzstilen des Afrotanzes. Sie nahm an Tanzwettbewerben teil und gewann mit einer Solodarbietung bei den Duisburger Tanztagen.
Im Jahr 2000 wurde sie in den begehrten Studiengang Musical an der Folkwang-Hochschule in Essen aufgenommen. Gleich zu Beginn ihres Studiums bekam sie ab 2001 einen dreijährigen Gastvertrag am Düsseldorfer Schauspielhaus. Dort spielte sie die weibliche Hauptrolle der „Tamara“ in der Bühnenfassung von 39,90. Nach Ende des Studiums gastierte sie weiterhin für verschiedene Theaterproduktionen. Unter anderem spielte sie bei den Ruhrfestspiele 2006 unter der Regie von Ingo Waszerka die Rolle der „Cordelia“ aus King Lear von William Shakespeare. Hinzu kamen Musikproduktionen, in denen sie als Sängerin engagiert war. Ende 2006 arbeitete sie auch als Sprecherin für Produktionen des Radiosenders WDR5.
2007 bekam sie das Angebot der ARD für die weibliche Hauptrolle der „Samia Bergmeister“ in der dritten Staffel der Telenovela Sturm der Liebe – die erste afro-deutsche Schauspielerin, die als Hauptfigur innerhalb eines Erzählstranges fungierte. Nach Abschluss ihrer Dreharbeiten für Sturm der Liebe nahm sie von Herbst 2008 bis einschließlich 2009 einen Gastvertrag der Hamburger Kammerspiele an. Hier spielte sie die Rolle der Politik-Studentin „Terry Scoles“ in dem modern sozialkritischen Theaterstück Zeitfenster von David Hare. 2010 hatte sie einen Gastauftritt in der Episodenrolle der Pathologin „Dr. Jentsch“ in der Sat.1-Telenovela Anna und die Liebe. Im selben Jahr wurde die Jubiläumsfolge der Die Rosenheim-Cops mit Dominique Siassia in der Hauptrolle der Modedesignstudentin „Amrei Siberbauer“ ausgestrahlt. Nachtschicht – Ein Mord zu viel, die ZDF-Krimi-Spielfilmreihe mit ihr als „Joelle“ an der Seite von Armin Rohde, folgte bald darauf. 2011 übernahm sie für die Jubiläumsfolge von Nachtschicht – Reise in den Tod die weibliche Hauptrolle an der Seite des männlichen Hauptdarstellers Götz George. 2012 spielte sie, in einer Gastrolle als „Anna Stern“, im zweiten Teil der ZDF-Marthaler-Krimiverfilmung Kommissar Marthaler – Partitur des Todes an der Seite von Julia Jentsch. 2013 spielte sie an den Schauspielbühnen Stuttgart in der weiblichen Hauptrolle „Emmi“ für die Stückfassung des gleichnamigen Bestseller-Romans Gut gegen Nordwind. Außerdem stand sie im selben Jahr für die Dreharbeiten der ZDF-Komödie Die Mütter-Mafia als „Paris“ mit Annette Frier vor der Kamera. Bald darauf wurde das Ensemble für den Deutschen Comedypreis 2014 in der Kategorie „Beste TV-Komödie“ nominiert. Es folgten für sie die Dreharbeiten zum zweiten Teil, der 2015 unter dem Titel Die Müttermafia–Patin ausgestrahlt wurde. Als Sängerin trat sie im selben Jahr anlässlich einer Gala mit dem Berlin Jazz Orchestra im Wintergarten Berlin auf.

## Filmografie (Auswahl)
- 2007–2008: Sturm der Liebe
- 2010: Die Rosenheim-Cops – Voodoo in Rosenheim
- 2011: Nachtschicht – Ein Mord zu viel (Fernsehreihe)
- 2012: Nachtschicht – Reise in den Tod
- 2021: Gute Zeiten, schlechte Zeiten
- 2022: In aller Freundschaft – Die jungen Ärzte – Glückskind